# 損害 (普通法)
損害或惡意損害是普通法適用地區刑事罪行的名稱，在不同司法管轄區有不同的定義。通常，該罪行乃不涉及侵佔（conversion）的侵犯財產權的罪行。雖然此類不法行為通常會涉及通常所說的破壞（vandalism）行為，但破壞與損害之間可能存在法律差異。mischief這個詞語源上來自古法語（"misfortune"），可繼續追溯至（"to end badly"）。該罪行常被誤譯作「惡作劇」。

## 蘇格蘭

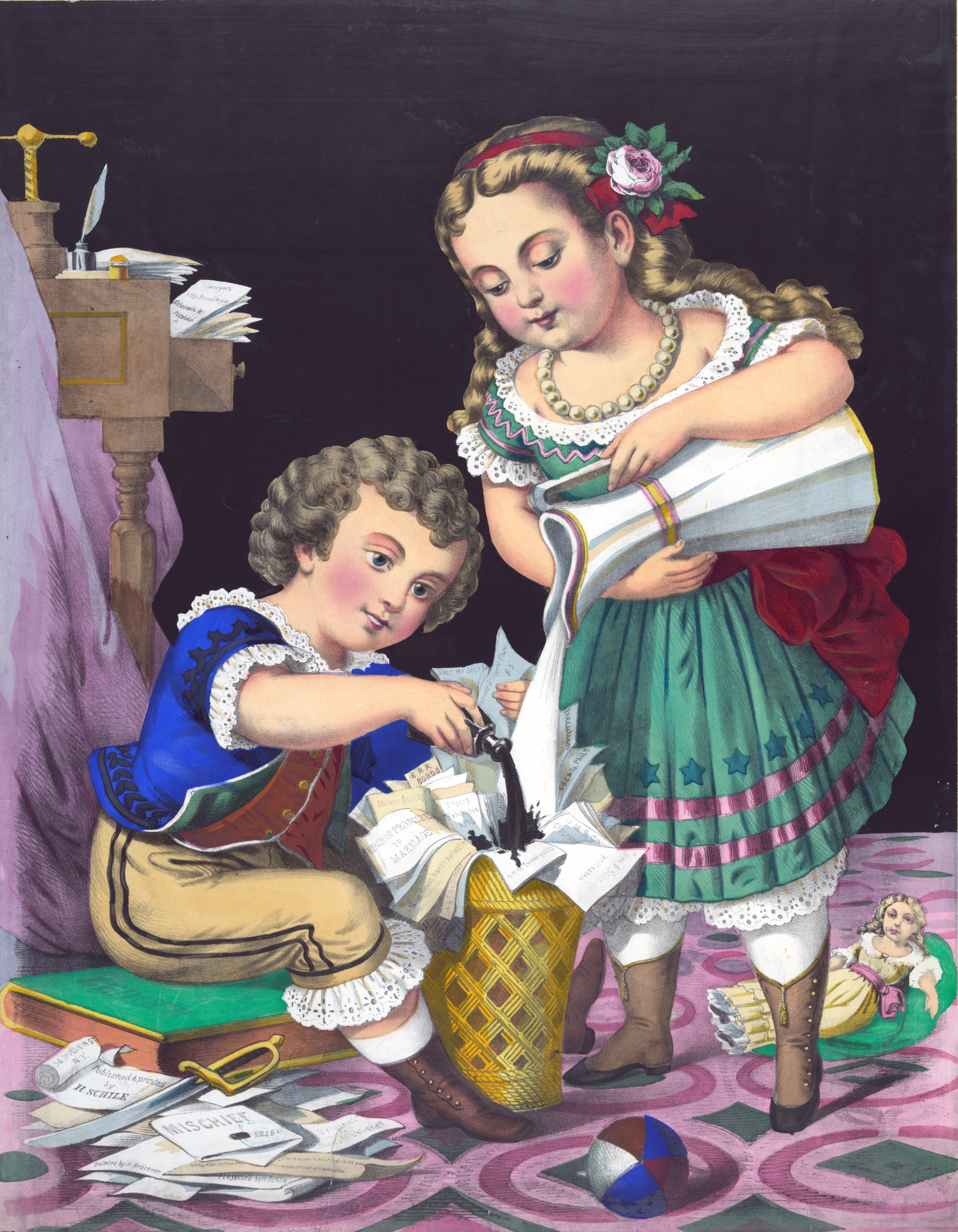
H. Brückner的畫作《損害》（Mischief ），繪於1874年

惡意損害（malicious mischief）是違反蘇格蘭普通法的罪行。實施犯罪並不需要對財產造成實際損壞（damage），只要該行為造成經濟損失便足以構成犯罪。與破壞（vandalism）行為不同，損害（mischief）行為需要對財產造成實際損壞才能構成犯罪，後者由 《1995年刑事法律（綜合）（蘇格蘭）法令》第52條定義。

## 美國
在美國刑事法律中，損害（mischief）是對財產的犯罪，通常涉及故意或魯莽造成財產損壞（property damage），以及對財產的污損（defacement）、更改（alteration）或摧毀（destruction）。常見的形式包括破壞（vandalism）和塗鴉（graffiti）。根據各州法律，當犯罪者（perpetrator）無權這樣做，也沒有任何合理理由相信自己有權這樣做時，故意或罔顧後果地（intentionally or recklessly）損壞（damage）他人的財產，或故意（intentionally）參與摧毀他人財產的行為，或參與罔顧後果的（reckless）損壞或摧毀他人財產的行為，即構成犯罪。

## 加拿大
加拿大《刑事法典》將損害（mischief）列為混合罪行（hybrid offence，即既可公訴又可循簡易程序定罪的罪行）。如果造成損害的行為對人的生命造成實際危險，可處終身監禁。
在加拿大語境下，「對公眾造成損害」（public mischief）是指浪費警察時間的罪行。